# 아바이 FC
아바이 푸치보우 클루비(포르투갈어: Avaí Futebol Clube)은 브라질의 산타카타리나주 플로리아노폴리스를 연고지로 하는 축구 클럽이다. 구단은 1923년 9월 1일에 창단되었으며, 홈 구장은 이스타지우 다 헤사카다이다. 팀의 상징 색은 파랑과 하양이며,
이는 구단의 유니폼에 잘 나타나 있다. 구단의 가장 큰 라이벌은 피게이렌시 FC이다. 유명 테니스 선수 구스타보 쿠에르텐은 이 팀의 팬으로 알려져 있다.

## 역사
아바이 FC는 아이들에게 축구 킷을 나누어 주던 "아마지우 호른"이라는 사업가에 의해 창단되었다. 1923년 9월 1일 구단은 아마지우의 집에서 창단되었으며, 구단명은 "아바이 풋볼 클럽 (Avahy Football Club)"이었다.
1970년대에는 네차례 동안 브라질 1부 리그에서 활동하였다. 2008년 2부 리그에서 3위로 마치며, 30년만에 처음으로 1부 리그에 복귀하게 되었다. 세리이 A에 복귀한 첫 해에 6위로 마치며, 코파 수다메리카나에 참가하게 되었다. 2011년에는 강등되었으나, 2014년에 재승격하였다.

## 선수 명단

### 현역
참고: FIFA 자격 규정에 따라 소속된 국가대표팀 국기를 표시합니다. 선수는 복수의 FIFA 비회원국 국적을 가지고 있을 수 있습니다.
| 번호 | 포지션 | 국적     | 이름              |
| ---- | ------ | -------- | ----------------- |
| 40   | MF     | 에콰도르 | 로베르트 부르바노 |

| 번호 | 포지션 | 국적 | 이름 |
| ---- | ------ | ---- | ---- |

## 역대 감독
| 감독                     | 임기        |
| ------------------------ | ----------- |
| 아지우송 지아스 바치스타 | 2002        |
| 도리바우 주니오르        | 2006        |
| 파울루 실라스            | 2008 ~ 2009 |
| 파울루 실라스            | 2011        |
| 파울루 실라스            | 2016        |